# Reprezentacja Austrii na Mistrzostwach Świata w Narciarstwie Klasycznym 2005
Reprezentacja Austrii na Mistrzostwach Świata w Narciarstwie Klasycznym 2005 liczyła 18 sportowców, którzy uczestniczyli w 12 konkurencjach. Reprezentacja ta zdobyła cztery medale - 2 złote i 2 brązowe.

## Medale

### Złote medale
- Skoki narciarskie - konkurs drużynowy na skoczni HS 100: Wolfgang Loitzl, Andreas Widhölzl, Thomas Morgenstern, Martin Höllwarth
- Skoki narciarskie - konkurs drużynowy na skoczni HS 137: Wolfgang Loitzl, Andreas Widhölzl, Thomas Morgenstern, Martin Höllwarth

### Srebrne medale
- brak

### Brązowe medale
- Kombinacja norweska - Gundersen HS 100 / 15 km: Felix Gottwald
- Kombinacja norweska - konkurs drużynowy (HS 137 + 4 x 5 km): Michael Gruber, Christoph Bieler, David Kreiner, Felix Gottwald

## Wyniki

### Biegi narciarskie

#### Mężczyźni
Sprint
- Thomas Stöggl - 56. miejsce

15 km stylem dowolnym
- Johannes Eder - 30. miejsce
- Gerhard Urain - 31. miejsce
- Roland Diethard - 42. miejsce
- Christian Hoffmann - nie wystartował

Bieg pościgowy 2x15 km
- Michaił Botwinow - 8. miejsce
- Martin Tauber - 31. miejsce
- Johannes Eder - nie ukończył

Sztafeta 4x10 km
- Martin Tauber, Michaił Botwinow, Roland Diethard, Christian Hoffmann - 5. miejsce

50 km stylem klasycznym
- Michaił Botwinow - 8. miejsce
- Martin Tauber - 18. miejsce
- Gerhard Urain - 23. miejsce
- Jürgen Pinter - 33. miejsce

### Kombinacja norweska
Gundersen HS 100 / 15 km
- Felix Gottwald - 3. miejsce
- Michael Gruber - 6. miejsce
- Christoph Bieler - 11. miejsce
- Mario Stecher - 25. miejsce

Konkurs drużynowy (HS 137 + 4 x 5 km)
- Michael Gruber, Christoph Bieler, David Kreiner, Felix Gottwald - 3. miejsce

Sprint (7,5 km + HS 137)
- Michael Gruber - 5. miejsce
- Felix Gottwald - 11. miejsce
- Christoph Bieler - 14. miejsce
- Mario Stecher - 17. miejsce

### Skoki narciarskie
Konkurs indywidualny na skoczni HS 100
- Wolfgang Loitzl - 6. miejsce
- Martin Höllwarth - 12. miejsce
- Thomas Morgenstern - 18. miejsce
- Andreas Widhölzl - 25. miejsce

Konkurs indywidualny na skoczni HS 137
- Wolfgang Loitzl - 7. miejsce
- Martin Höllwarth - 9. miejsce
- Thomas Morgenstern - 15. miejsce
- Andreas Widhölzl - 17. miejsce

Konkurs drużynowy na skoczni HS 100
- Wolfgang Loitzl, Andreas Widhölzl, Thomas Morgenstern, Martin Höllwarth - 1. miejsce

Konkurs drużynowy na skoczni HS 137
- Wolfgang Loitzl, Andreas Widhölzl, Thomas Morgenstern, Martin Höllwarth - 1. miejsce

W reprezentacji skoczków znalazł się także Florian Liegl, ale nie został wytypowany do startu w żadnym z konkursów.